# 호니 아코스타
호니 아코스타 사모라(스페인어: Johnny Acosta Zamora, 1983년 7월 21일 ~ )는 코스타리카의 축구 선수이다.